# آلیبانفا
آلیبانفا (به مجاری:  Alibánfa) یک سکونتگاه مسکونی در مجارستان است که در زالا واقع شده‌است.